# プラネタリウム (Plastic Treeの曲)
「プラネタリウム」は、Plastic Treeのメジャー9枚目のシングル。2001年2月7日発売。発売元はワーナーミュージック・ジャパン。

## 概要
前作『ロケット』から約7ヶ月ぶりのシングル。
ワーナーミュージック・ジャパンからリリースされた最後のシングルである。

## 収録曲
1. プラネタリウム [3:47][3]
  - 作詞：竜太朗、作曲：Tadashi、編曲：Plastic Tree & 成田忍
  - シングルとしてリリースされる以前からライブでは演奏されていた楽曲。ワーナーミュージック・ジャパンのホームページでは「Plastic Treeのレパートリーの中では、異彩を放つ存在のストレートなラブソング」と解説されている[3]。
  - PVが製作されており、PV集『二次元ヲルゴール.3』に収録された。
  - テレビ東京系『たけしの誰でもピカソ』エンディングテーマ。
2. エンジェルダスト [4:05][3]
  - 作詞：竜太朗、作曲：Tadashi、編曲：Plastic Tree & 成田忍
  - インディーズ時代のシングル『リラの樹』収録曲。4年ぶりにリテイクされ収録された[3]。
3. 液体 [5:45][3]
  - 作詞：竜太朗、作曲：Tadashi、編曲：Plastic Tree & 西脇辰也
  - レコーディング自体は2年前に既に行われていた楽曲。小野誠彦によりトラック・ダウンされ、収録された[3]。

## 収録アルバム
- ベスト『Cut 〜Early Songs Best Selection〜』（#1）
- ベスト『Single Collection』（#1、#3）
- ベスト『B面画報』（#2）